# Woodville, Kalifornien
Woodville är en ort i Tulare County i Kalifornien, USA.